# ZTE
중흥통신(영어:  ZTE Corporation 중국어: 中兴通信股份有限公司)은 중화인민공화국의 다국적 전기통신 장비 및 시스템 기업이다.
2011년 기준으로 세계에서 4번째로 큰 휴대 전화 제조업체이며 에릭슨, 화웨이, 알카텔-루슨트, 노키아 지멘스 네트웍스에 이어 세계 5번째의 텔레컴 장비 메이커이다.
ZTE의 핵심 제품으로는 무선, 전화 교환기, 접속, 광전송, 데이터 전기통신 전동 장치, 휴대 전화, 전기통신 소프트웨어이다. 주문형 비디오, 스트리밍 비디오와 같은 부가가치 서비스를 제공하는 제품도 있다. ZTE는 주로 자체 이름으로 제품을 판매하지만 일부 제품들은 다른 브랜드 이름으로 제조하는 OEM이기도 하다.
ZTE는 1985년에 중국 항공우주부 소속 국유기업에 의해 설립되었다.